# Coccoloba cordata
Coccoloba cordata là một loài thực vật có hoa trong họ Rau răm. Loài này được Cham. mô tả khoa học đầu tiên năm 1833.